# Gianni Savio
Pour les articles homonymes, voir Savio.
Gianni Savio, né le 16 avril 1948 à Turin, et mort le 30 décembre 2024, est un dirigeant d'équipes cyclistes italien.

## Biographie
Gianni Savio n'a jamais été coureur cycliste, mais a pratiqué le football, au Vallorco de Cuorgne, dans son Piémont natal, où il a notamment joué un match face à Paolo Rossi. Il est le petit-fils de Giovanni Galli, champion d’Italie des indépendants et dont le fait d'armes fut de battre au sprint, un jour, Costante Girardengo. Savio a hérité de l'entreprise familiale Galli, qui commercialisait les freins Galli et autres accessoires cyclistes en Europe. En raison de la forte concurrence asiatique sur le marché, il a réorienté l'entreprise dans l'import et dans la publicité, puis dans la gestion d’un groupe sportif professionnel.
Gianni Savio commence sa carrière de directeur sportif dans l'équipe Santini-Cierre, puis chez Eurocar-Mosoca-Galli. En 1992, il intègre l'équipe ZG Mobili dirigée par Dino Zandegù.
En 1996, il crée l'équipe Selle Italia. Celle-ci change de nom durant les années suivantes, au gré des sponsors : Colombia-Selle Italia, Serramenti PVC Diquigiovanni, Androni Giocattoli depuis 2010. Partisan des contrats courts, il recrute principalement des coureurs en fin de carrière, ou en difficulté dans leur carrière, ou des jeunes talents passés entre les mailles des filets des recruteurs, notamment en Amérique du Sud. Il s'est également spécialisé un moment dans la relance des suspendus pour dopage, comme Michele Scarponi, Franco Pellizotti ou Davide Rebellin.
Durant sa carrière longue de plus de trente ans, il a dirigé les coureurs tels que Andrea Tafi (lancé chez les professionnels fin 1988), Nelson Rodríguez, Leonardo Sierra, Andrea Ferrigato, Romāns Vainšteins, Freddy González, Carlos Alberto Contreras, José Rujano, Iván Parra, José Serpa, Michele Scarponi, Jackson Rodríguez et Franco Pellizotti.
Grand connaisseur du cyclisme sud-américain, il a tissé au fil des années des relations étroites avec divers ministères du sport, ce qui lui a permis d'obtenir des parrainages et le rôle de commissaire technique de l'équipe nationale colombienne puis vénézuélienne. Sous sa direction, la Colombie a obtenu son seul titre de champion du monde, avec la victoire de Santiago Botero sur le contre-la-montre des championnats du monde 2002.
En 2011, son ancien coureur Luca De Angeli accuse Savio de lui avoir fourni de l'EPO. Cependant les informations sont jugées peu fiables et aucune accusation n'a abouti.
En mars 2017, il est suspendu trois mois dans l'affaire « paga per correre » (payer pour courir).
Gianni Savio meurt le 30 décembre 2024, à l’âge de 76 ans à la suite d'une longue maladie.